# Lauttajärvi (sjö i Kajanaland, lat 64,77, long 28,18)
Lauttajärvi är en sjö i Finland. Den ligger i kommunen Hyrynsalmi i landskapet Kajanaland, i den centrala delen av landet, 500 km norr om huvudstaden Helsingfors. Lauttajärvi ligger 224,6 meter över havet. Den är 12,19 meter djup. Arean är 34,3 hektar och strandlinjen är 2,76 kilometer lång. Sjön  ingår i Uleälvens huvudavrinningsområde. 